# Londonian Gothics 〜迷宮のロリィタ〜
『Londonian Gothics 〜迷宮のロリィタ〜』（ロンドニアンゴシックス めいきゅうのロリィタ）は、メガサイバー（現コナミデジタルエンタテインメント・MegaGameS）が2005年10月13日に発売したニンテンドーDS用ゲームソフトである。

## 概要
魔法のドレスの力を使い、魔物が徘徊する迷宮を進んでいくアクションRPG。
タイトルやジャンルなどでは「ゴシック」「ゴスロリ」と称しているが、登場するドレスは必ずしもすべてのデザインがゴシック・アンド・ロリータのものではない。例を挙げれば、ピンク色や水色を基調としたものや花柄のようなプリント生地のものなど、ロリータ・ファッションの一種である甘ロリやクラシカル系ロリータのドレス、目隠しや血糊、赤のタータンチェックなどを利用したパンク要素の強いドレスも存在する。

## ストーリー
19世紀末、革命を逃れてロシアから亡命した天才科学者・ナボコフはロンドンに居を構え、闇の魔導に通じる執事・ミヒャエルの助けを借りながら次々に巻き起こる怪事件の原因である魔物に対抗する手段の研究を進めていた。ところが、屋敷の地下に開いた大穴から這い出した魔物によってナボコフは魔界の奥深くへ連れ去られてしまう。ナボコフの一人娘・アリスは魔法のドレスに身を包み、ミヒャエルの協力を得ながら父を救うべく魔界へ足を踏み入れる。

## ゲームシステム
全30層の地下迷宮を、主人公であるアリスを操作しながら探索する。各フロアは複数の部屋に分かれており、扉を介して行き来が出来る。ただし、扉は最初は閉じているものもあり、それを開けるには部屋の中に配置されている魔法陣の上を全て通過して無効化する必要がある。
各フロアには1つずつ「ボアダムン」と呼ばれる球体があり、これを破壊すると下のフロアへの扉が開くほか、魔物が弱体化する効果がある。通常アリスは魔物に触れるとライフを失ってしまうが、ボアダムンが破壊されている間は逆にアリスに触れた魔物が倒れ、踏み付けて攻撃できる。ボアダムンは一定時間経つか、他の階に移動すると復活する。
魔物を倒すと、ドレスの材料や型紙、金銭が手に入る場合がある。型紙に応じた材料を揃えて迷宮のどこかにある「ミシン部屋」へ行くと、新しいドレスを縫うことが出来る。ドレスには種類によって様々な効果がある。ドレスの効果を使うには「ドレスパワー」が必要。これは走ったりドレスの効果を使ったりすると消費され、時間で自動的に回復する。
特定のフロアには礼拝堂があり、屋敷や既に通った礼拝堂とを行き来できる。また、礼拝堂に入るとライフやドレスパワーが全回復する。ただし、それまで通ってきた魔法陣が全て元に戻る。
アクションRPGを名乗っているが、戦闘は敵との接触のみ、かつ接触した瞬間にすぐさま勝敗が決し、戦闘自体には戦略や駆け引きの要素は皆無である。前記の魔法陣とボアダムンのある箇所を通る必要性も併せて、アクション要素の部分は『パックマン』や『ラリーX』などのドットイートゲームに近い。

## キャラクター
アリス
本ゲームの主人公。ロンドン郊外の屋敷で、父・執事・メイドと暮らしている。父親を救うため、魔物がうごめく迷宮に単身で乗り込む。最初に身に着けているドレスはミヒャエルの作ったもの。
魔法のドレスを使用した特殊能力以外にも、ボアダムンに手をかざすことで沈黙させ、魔物を不活性化する能力を持つ。オープニングで「わたしじゃなきゃダメなのぉ！」と叫ぶシーンがあり、キャッチフレーズにもなっている。ナボコフによれば、実際にアリスでなければ魔物に対抗できないという。
一家でロシアから亡命してきたはずだが、ロシアに居た記憶は無く、ナボコフがロシア人だったことも知らなかった。終盤に出生の秘密が明らかになる。
博士の娘でありながら、おてんばで、難しいことを考えるのは苦手な模様。しかし父へはもちろん、癖のある使用人たちにも愛情を抱いているようである。
ナボコフ
アリスの父親。魔物に対抗する研究をしていたがために、迷宮にさらわれる。
研究の原動力は、ロシアからの亡命の際に家族が魔物のために命を落としたことによる。
アリスだけでなく、ミヒャエルに対しても父親のような態度を見せる。
ミヒャエル
ナボコフの執事。魔道に通じており、ナボコフと共に研究にも従事していた。ナボコフやアリスの身を案じており、アリスに助言を与える、迷宮内に回復可能な礼拝堂を魔法で繋げるなどの協力をする。
しかし、彼らのために自らの身を危険にさらすことはしない。ナボコフの救出についても、当初はアリスの身を心配しておきながら、自分に救出役を求められると逆にアリスを迷宮に押しやるなどの強引さを見せた。
終盤、他の登場人物との意外な関係が明らかになる。
ルシール
アリスたちの家のメイド。屋敷の中のことを全て一人で切り盛りしている。使用人でありながらたびたびアリスたちを馬鹿にしているかのような言動をし、「フフフ、」「ケーッケッケッケー。」などのその嘲るような笑い方が独特。物語中、アリスから「毒メイド」というあだ名を付けられる。
ドラキュラ
ボアダムン破壊前は他の魔物同様、アリスに襲い掛かってくるが、破壊後にはアリスにヒントを与えてくれる。また、ヒントや会話のネタに尽きると素直に謝る。魔物ではあるが、他の登場キャラクターたちよりも紳士的かつ善良。
妖精
特定のフロアに登場し、ボアダムンの破壊されている状態では、ドレスの材料をアリスに売ってくれる。